# Jan Gluhoff

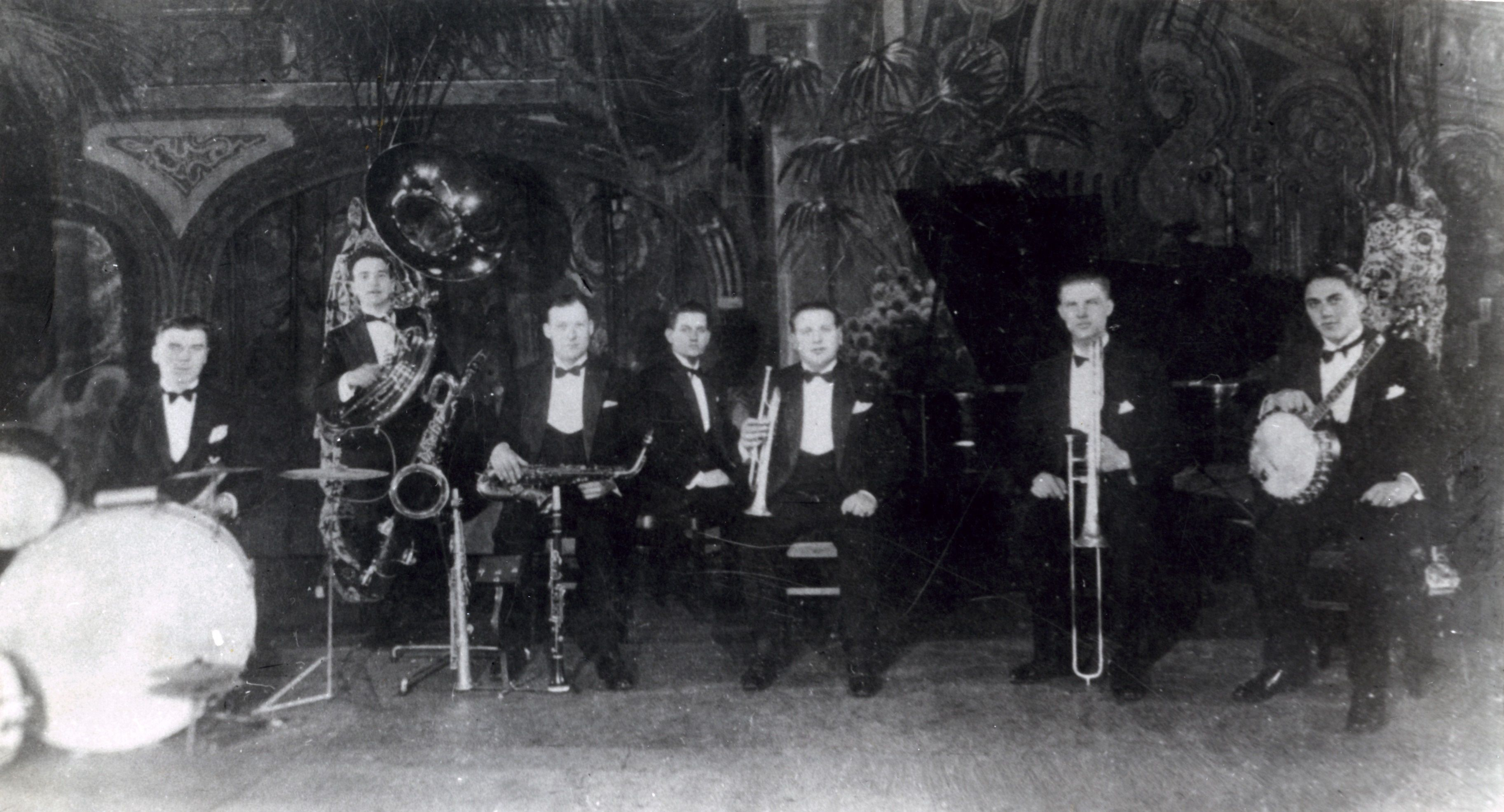
The Ramblers (1926), met als derde van links Jan Gluhoff (saxofoon aan de hals, klarinet op standaard)

Jean Hypolite (Jan) Gluhoff (Amsterdam, 23 april 1894 – Singapore, 5 maart 1959) was een Nederlands musicus.
Hij was zoon van Johanna Volder en Johannes Leonardus Gluhoff werkend voor de Koninklijke Marine. Gluhoff trouwde zelf in 1926 met Mensina Beck.
In 1912 studeerde Gluhoff af bij Bram Best aan het Haags Conservatorium; zijn hoofdinstrument was toen dwarsfluit. Hij speelde als examenwerk de Fantaisie pastorale hongroise van Franz Doppler. 
Gluhoff kreeg bekendheid als een van de eerste musici van The Ramblers, nadat hij eerder enige tijd speelde bij The Resonance Five en The Resonance Seven. Hij was er klarinettist en saxofonist, terwijl hij ook viool kon spelen.
Ten tijde van het uitbreken van de Tweede Wereldoorlog bevond het echtpaar zich kennelijk in de Oost. Hij kwam in 1943 voor op de Rode Kruislijst van geïnterneerden in het kamp Changi in Singapore. Zijn echtgenote en twee kinderen komen voor op de lijst van repatrianten uit Singapore in 1958. Voor Gluhoff zelf kwam de repatriëring te laat; hij overleed in Singapore op 64-jarige leeftijd.
The Straits Times maken in oktober 1958 nog melding van een concert van het Singapore Symphony Orchestra, waarbij een fluitist James Gluhoff als solist optrad; onbekend is of dat Jan Gluhoff was.